# Ornithodendrium imanensis
Ornithodendrium imanensis är en plattmaskart. Ornithodendrium imanensis ingår i släktet Ornithodendrium och familjen Lecithodendriidae. Inga underarter finns listade i Catalogue of Life.